# Charles Vildrac
Charles Vildrac, né Charles Messager le 22 novembre 1882 dans le 5e arrondissement de Paris et mort le 25 juin 1971 à Saint-Tropez, est un poète, dramaturge et pédagogue libertaire français. Poète, conteur, essayiste et surtout auteur dramatique, il reste un des écrivains de théâtre les plus importants des années 1920. Il fonde avec Georges Duhamel notamment le groupe de l'Abbaye, une expérience communautaire en bord de Marne ouverte aux artistes (1906-1908).

## Biographie

### Famille et formation
Charles Messager, né au 22, rue Berthollet à Paris, est le fils d'Henry Messager, ancien Communard déporté en 1873 en Nouvelle-Calédonie, et de Mélanie Descorps institutrice et directrice d'école (notamment celle de la rue Keller à Paris),. Il fait ses études de lettres modernes (allemand et anglais) au lycée Voltaire.
Charles Messager devient en 1900 le secrétaire de l'avocat Émile Bégis, qui est proche des frères Goncourt. Il fait la rencontre du jeune George Duhamel en 1902 avec lequel il restera très lié une grande partie de sa vie et dont il épousera la sœur, Rose Duhamel, en 1906.
Veuf, il épouse en décembre 1970 à Paris Suzanne Rochat, qui meurt en 1990.

### Carrière littéraire
Charles Vildrac fait ses débuts, en 1901, avec un pamphlet contre Gustave Kahn et Francis Vielé-Griffin, promoteurs du vers-librisme, puis, à la suite de longues et profondes réflexions sur son art, il adopte une forme nouvelle, fondée sur la constante rythmique, où l'assonance est préférée à la rime :

« Je ne puis pas oublier la misère de ce temps
O siècle pareil à ceux qui campèrent sous les tentes. »

Cette forme lui semble correspondre à la respiration humaine et convenir mieux que toute autre à l'expression de la réalité moderne, voire à une certaine forme d'humanisme poétique social dont il sera, avec ses amis de l'Abbaye, l'un des plus généreux partisans.
Il choisit le pseudonyme de Vildrac par référence à Wildrake, personnage de Woodstock, un roman de Walter Scott. Il publie dans de nombreuses petites revues comme L'Œuvre d'art international.
Entre décembre 1905 et l'été 1906, Charles Vildrac met sur pied ce qui deviendra l'Abbaye de Créteil, lors de réunions préparatoires avec Georges Duhamel, René Arcos, Albert Gleizes, Lucien Linard et Jacques d'Otémar.
La prosodie nouvelle, à laquelle il restera fidèle, est justifiée dans les Notes sur la technique poétique (1910), écrites en collaboration avec Georges Duhamel. Entre-temps, il avait publié ses Poèmes (1905) et son Livre d'amour (1910), considéré comme son chef-d’œuvre, que suivront Découvertes (1912), Chants du désespéré (1929). La langue poétique de Vildrac est directe, concrète, volontiers chantante et descriptive. Il évoque dans ses œuvres un monde habité de déracinés incapables d’aller jusqu’au bout de leur rêve.
Son optimisme et sa simplicité ont exercé une influence sur nombre de poètes, notamment le Paul Éluard du Devoir et l'Inquiétude, sinon des Poèmes politiques. Charles Vildrac est cependant devenu célèbre non avec sa poésie, mais avec son théâtre, en particulier avec Le Paquebot « Tenecity » (1920). On lui doit également des Récits (1926), des livres de voyage (Russie neuve, 1937 - réédité en 1947) et plusieurs romans pour la jeunesse.
De 1904 à 1930, il gère une galerie d'art à son nom, située 11 rue de Seine, dirigée par son épouse Rose, où il expose entre autres Maurice-Edme Drouard, Manuel Rendón Seminario (en), Othon Friesz, Maurice Vlaminck, Charles Dufresne, Victor Dupont, Maurice Esmein; en 1924, il revend Un dimanche après-midi à l'Île de la Grande Jatte de Georges Seurat à des collectionneurs de Chicago. Le 12 janvier 1921, il inaugure chez Devambez, en tant que président, le premier et unique Salon de l'Œuvre anonyme, monté en compagnie de Maurice Loutreuil, Émile Perrin et André Deslignères.
Pacifiste aux côtés de Romain Rolland, durant la Première Guerre mondiale, proche du socialisme puis militant ensuite au mouvement « Clarté » fondé par Henri Barbusse, il devient dans les années 1930 un « compagnon de route » du Parti communiste. Il est alors membre de l'Association des écrivains et artistes révolutionnaires (AEAR). De 1944 jusqu'à sa démission en 1953, il est membre du comité directeur du Comité national des écrivains.
Auteur de contes et de romans pour la jeunesse, aux éditions Bourrelier & Sudel, des « morceaux choisis » de cette œuvre figurent longtemps dans les manuels de lecture des instituteurs de l'école primaire.
Il a été président du jury du prix Jeunesse.

## Œuvre

### Ouvrages

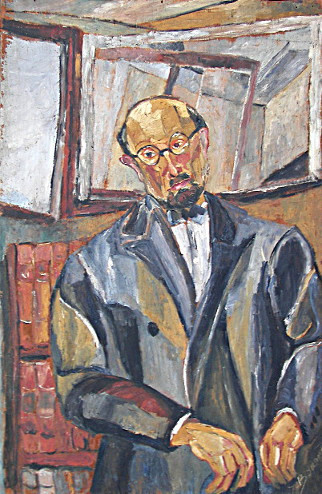
Portrait de Charles Vildrac, huile sur toile de Josette Bournet (v. 1930).

- Opinions : le verlibrisme, étude critique sur la forme poétique irrégulière, Ermont, Édition de la Revue mauve, 1902.
- Poèmes, Lille, Éditions du Beffroi, 1906.
- Images et Mirages, poèmes, Créteil, éditions de L'Abbaye, 1907-1908.
- Livre d’amour : poèmes, Paris, Eugène Figuière, 1910.
- Découverte, récit, Paris, Éditions de la Nouvelle Revue française, 1912.
- Le Paquebot Tenacity : trois actes, avec 12 bois hors-texte dessinés et gravés par Frans Masereel, Genève, Éditions du Sablier, 1919 — pièce créée au Vieux-Colombier par Jacques Copeau.
- Chants du désespéré, poèmes, Paris, Éditions de la Nouvelle Revue française, 1920.
- [préfacier] André Baillon, Histoire d'une Marie, Paris, F. Rieder, 1921.
- L'Indigent (1920), pièce de théâtre jouée par les Pitoëff
- Michel Auclair, pièce en 3 actes, Paris, Éditions de la Nouvelle Revue française, 1922 — créée au Vieux-Colombier.
- Le Pèlerin, pièce en 1 acte, Paris, Éditions de la Nouvelle Revue française, 1923, créée au théâtre des Champs-Elysées.
- L'Île rose, roman pour enfants, illustré par Edy Legrand, Paris, Albin Michel, 1924 — nombreuses rééditions.
- Poèmes de l’Abbaye (1925), recueil de poèmes
- Madame Béliard (1925), pièce de théâtre jouée par Louis Jouvet et Valentine Tessier
- Prolongement (1927), recueil de poèmes
- D’un voyage au Japon (1927), récit de voyage
- La Brouille (1930), pièce de théâtre
- La Colonie (1930), roman pour enfants (suite de L'Île rose)
- Les Lunettes du lion (1932), conte pour enfants, illustré par Edy Legrand, éd. P. Hartmann
- La Famille Moineau (1932), conte pour enfants, illustré par J.A. Cante, éd. Bourrelier
- Le Jardinier de Samos (1932), pièce de théâtre
- Milot (1933), conte pour enfants
- Bridinette (1935), conte pour enfants
- Poucette (1936), pièce de théâtre
- " L'enfant " / Revue Mieux Vivre n°7 - Juillet 1936 éditée par Formule Jacquemaire n°60
- L'œuvre peint d'Eugène Dabit (1937), monographie
- Russie neuve (Émile-Paul frères, 1937 ; rééd. Raisons d’être, 1947), récit de voyage
- L'Air du temps (1938), pièce de théâtre
- Trois mois de prison (1942)
- L'Honneur des poètes (1943), recueil collectif où il publie sous le pseudonyme de Robert Barade
- Lazare (1945), in Chroniques de Minuit, Les Éditions de Minuit, p. 15-39
- D’après l’écho (1949)
- Amadou le Bouquillon (1949), conte pour enfants
- Pages de journal (1968)
- Souvenirs militaires de la Grande Guerre, édition annotée et introduite par Georges Monnet, Éditions Claire Paulhan, Paris, 2021, 288 p.

### Articles et catalogues
- Secrétaire de rédaction de L'Idée synthétique : renseigne sur tout le mouvement jeune, sur les tendances nouvelles, sans distinction d'écoles, revue/ dirigée par Jean de La Hire, Paris, 1901-1902.
- « Henry de Waroquier », Art & Décoration, vol.XLII, juillet-décembre 1922, pp. 103-110.

## Hommages
Charles Vildrac est un ami très proche de l'écrivain Georges Duhamel, dont il épouse la sœur Rose en 1905. D'ailleurs Duhamel fait d'une certaine manière son portrait au travers du personnage de Justin Weill dans sa Chronique des Pasquier parue de 1933 à 1945.
Le peintre Gaston Thiesson a réalisé un portrait de Charles Vildrac en 1913. Il a été exposé à la bibliothèque Georges-Duhamel de Mantes-la-Jolie, lors d’une rétrospective Charles Vildrac.
En 1973, un prix de poésie est créé qui porte son nom : le Prix de poésie Charles-Vildrac.